# Florenville
Florenville é uma cidade e um município da Bélgica localizado no distrito de Virton, província de Luxemburgo, região da Valônia.